# 城西镇 (湘阴县)
城西镇，中华人民共和国湖南省岳阳市湘阴县下属的一个镇，位于湘阴县中部。308省道过境。湘江在此分流。

## 建制沿革
- 2005年，濠河口镇、南阳镇、古塘乡、湘临乡合并组建城西镇。

## 行政区划
城西镇下辖3个居委会与43个行政村：
- 浩河居委会、红花居委会、沿江居委会
- 鹤龙村、三叉河村、兴洲村、兴安村、兴隆村、新村村、熊家棚村、黄花岭村、浩河村、金星村、五星村、菱角拐村、顺风村、新月村、老闸口村、河潭村、险堤村、蔡华村、包市村、刘家坝村、仁西村、贺家村、普安垸村、清明村、南山村、南阳村、南洲村、白乌村、潭堤村、江洲村、龙西村、七龙村、王家坝村、古塘村村、湘资村、湘庆村、东方红村、湘临村、裕民村、保民村、中和村、东垸村、保合村
- 东闸工矿区、新建工矿区、西城工矿区